# Gonderange
Ne doit pas être confondu avec Gondrange.
Gonderange (luxembourgeois : Gonnereng, allemand : Gonderingen) est une section de la commune luxembourgeoise de Junglinster située dans le canton de Grevenmacher.

## Géographie
C’est dans le sud-est de Gonderange que l’Ernz Noire, un affluent de la Sûre, naît de la confluence de deux ruisseaux provenant du Grünewald.

## Histoire
Jusqu’au 1er janvier 1979, Gonderange faisait partie de la commune de Rodenbourg qui fusionna alors avec Junglinster.